# Experience Machine
De Experience Machine is een gedachte-experiment van de Amerikaanse filosoof Robert Nozick, die met deze Belevingsmachine onderzoekt wat het louter najagen van plezierige ervaringen oplevert. Volgens het hedonisme is genot nastreven en het vermijden van pijn de belangrijkste opdracht in het leven.
Filosofen als Jeremy Bentham en John Stuart Mill stellen dat geluk het hoogst haalbare doel is.
Al het andere is daaraan ondergeschikt. Met zijn Experience Machine stelt Nozick dit uitgangspunt ter discussie. Geluk is veel complexer dan de wens tot puur plezier.
De Belevingsmachine is niet bedoeld als een wetenschappelijke experiment, waarbij hersenwetenschappers bepaalde gebieden in de hersens stimuleren die met genot verbonden zijn. Nozicks machine is een complete, realistische, maar virtuele werkelijkheid. Het gaat om de beleving.
Filosoof Shelly Kagan geeft de volgende omschrijving:
Stel dat je een slak was, met een fantastisch terrarium, slakkenspeelgoed en vele andere leuke slakken. Binnen korte tijd ontpop je je tot een populaire slak. Op weg naar je werk zijn er geen verkeersopstoppingen, want er is geen werk. Bovendien hoef je helemaal geen belasting te betalen. De vraag is: zou je dan nog een slak willen zijn?
Vermoedelijk niet, zegt Nozick, want het is niet iets, dat je werkelijk wilt, omdat het leidt tot een verslechtering van het bestaan. Rationeel, zegt Nozick, heb je gelijk dat het niet in je belang is om een slak te worden. Plezier is niet het enige dat telt voor een slak, voor zover zij al plezier kunnen ervaren. Mensen kunnen genieten van Chopin en een ontmoeting met een oude vriend. Nozick doet nog een ander voorstel:
Heb je zin in heroïne? Zoveel als je maar wilt? Het antwoord is waarschijnlijk nee, want het ruïneert je leven en verwoest je relaties met anderen. Maar, vervolgt hij, dit is superheroïne en deze drug heeft alleen maar voordelen. Het is gemakkelijk te consumeren, heeft geen bijeffecten en veroorzaakt geen wondjes, waar je de naald zet. Superheroïne is gratis en in onbeperkte hoeveelheden aanwezig; zoveel en zolang als je maar wilt.
Opnieuw constateert Nozick dat het niet te verwachten is dat je dit aanbod accepteert. Deze ervaring weegt niet op tegen de aangename dingen in het dagelijks leven, zoals de diploma-uitreiking van je kind of de geur van bloemen.
Stel dat er een belevingsmachine was, die je iedere ervaring zou bieden, die je wilde. Wil je een boek schrijven? Top neurologen pluggen je in en je kunt een roman schrijven.
De filosoof gaat verder met een transformatiemachine, waardoor je werkelijk verandert en je spieren in staat zijn om 100 kilo op te tillen of een resultatenmachine, die je met sprongen vooruit brengt in de wereld.
Nozick komt tot de slotsom dat de belevingsmachine slechts een reproductie van de ervaring is, maar niet het wezen ervan. Hij concludeert dat drie zaken boven genotzucht uitstijgen:
- Actief dingen doen en het resultaat van de inspanning kunnen zien in plaats van drijven in een bassin van genot
- Iemand zijn, zoals een aardige vriend, die de ander helpt en naar hem luistert
- In werkelijk contact met de realiteit staan en niet te doen alsof.

Wat is goed voor het individu? Het echte leven te leiden, zegt Nozick, in plaats van genot te zoeken. Hedonisme is vals en leidt tot demoralisatie.

## Kanttekeningen
Na het verschijnen van het artikel over de Experience Machine (1974) meenden sommigen dat hedonisme en welzijn elkaar uitsluiten. De laatste jaren nuanceren filosofen deze stellingname. Eden Lin, die zich op de Ohio State University bezig houdt met onderzoek naar welbevinden, pleit ervoor om de ervaringsmachine te gebruiken om te bezien welke waarden bijdragen tot het welzijn van de mensen en welke alleen het genot tot doel hebben.
Chad Stevenson, verbonden aan de Universiteit van Edinburgh zet vraagtekens bij Nozicks bezwaren tegen het hedonisme. Liever ziet hij zorgvuldig onderzoek naar wat werkelijk van waarde is voor het menselijk geluk in plaats van intuïtieve inschattingen.